# Hypospila infima
Hypospila infima là một loài bướm đêm trong họ Noctuidae.